# Contractura de Volkmann
La contractura de Volkmann es una contractura de flexión permanente de la mano a nivel de la muñeca, que da lugar a una deformidad en forma de garra de la mano y los dedos. La extensión pasiva de los dedos está restringida y es dolorosa.

## Causas
Cualquier fractura en la región del codo o de la parte superior del brazo puede provocar la contractura isquémica de Volkmann, pero se asocia especialmente a la fractura supracondílea del húmero. También la causan las fracturas de los huesos del antebrazo si provocan una hemorragia de los principales vasos sanguíneos del antebrazo.
La afección puede estar causada por la obstrucción de la arteria braquial cerca del codo, posiblemente por el uso incorrecto de un torniquete, el uso inadecuado de un yeso o el síndrome compartimental.

## Fisiopatología
La contractura de Volkmann es el resultado de la isquemia aguda y la necrosis de las fibras musculares del grupo de músculos flexores del antebrazo, especialmente el flexor profundo y el flexor largo del pulgar. Los músculos se vuelven fibróticos y se acortan.

## Prevención
La prevención de esta afección requiere el restablecimiento del flujo sanguíneo tras la lesión y la reducción de la presión compartimental sobre los músculos. Debe retirarse cualquier férula, vendaje u otro dispositivo que pueda estar obstruyendo la circulación.
Puede ser necesaria una fasciotomía para reducir la presión en el compartimento muscular.

## Tratamiento
Si se produce una contractura, la cirugía para liberar los tejidos fijos puede ayudar a la deformidad y a la función de la mano.

## Historia
Recibe su nombre de Richard von Volkmann (1830-1889), el médico alemán del siglo XIX que la describió por primera vez, en un artículo sobre "afecciones isquémicas no infecciosas de varios compartimentos fasciales de las extremidades". Como la contractura se producía al mismo tiempo que la parálisis, consideraba poco probable una causa nerviosa.